# هاشم الشوا
هاشم الشوا (25 يناير 1976-) هو رجل أعمال فلسطيني بارز يشغل منصب رئيس مجلس إدارة مجموعة بنك فلسطين منذ عام 2007. يُعتبر من أبرز الشخصيات الاقتصادية في فلسطين وله دور محوري في تطوير القطاع المصرفي وتعزيز الاقتصاد الوطني.

## التعليم والمسيرة المهنية
تخرج الشوا من جامعة لندن في المملكة المتحدة عام 1997 بدرجة بكالوريوس في الهندسة. بدأ مسيرته المهنية في المجال المصرفي عام 1997 في بنك سيتي جروب حيث شغل عدة مناصب في أماكن مختلفة في كل من لندن وإيطاليا وإسبانيا وسويسرا. في عام 2005 انضم إلى بنك إتش إس بي سي في سويسرا كمدير لأعمال المجموعة في منطقة الشرق الأوسط وشمال إفريقيا. ثم تولى منصب رئيس مجلس إدارة ومدير عام بنك فلسطين في عام 2007 بعد وفاة والده حيث قاد البنك خلال فترة صعبة من التحديات السياسية والاقتصادية. تحت قيادته أصبح البنك أكبر مشغل للقطاع الخاص في فلسطين، حيث يعمل به أكثر من 1300 موظف وله 54 فرعًا. 

## الإنجازات والمبادرات
ساهم الشوا في تأسيس عدة مؤسسات ومبادرات تهدف إلى تعزيز الاقتصاد الفلسطيني، منها:
- صندوق ابتكار: أول صندوق رأس مال مخاطر في فلسطين جمع أكثر من 40 مليون دولار أمريكي للاستثمار في الشركات التقنية الناشئة.
- شركة بال بي: شركة متخصصة في الخدمات المصرفية التكنولوجية تُعد ثورة إبداعية في فلسطين على مستوى خدمات الدفع الإلكترونية.[2]
- حاضنة تتقاطع: حاضنة مختصة بالريادة المالية وعالم الديجيتال تهدف إلى تعزيز التفاعل بين الجيل الجديد ومجموعة بنك فلسطين وربطهم بالممولين وحاضنات الأعمال حول العالم.[3]

## التكريم والجوائز
تقديرًا لإسهاماته في تعزيز الاقتصاد الفلسطيني، منح الرئيس محمود عباس الشوا "نجمة الاستحقاق" من وسام دولة فلسطين في عام 2019. كما منحته الحكومة الإيطالية وسام "نجمة الجمهورية الإيطالية" تقديرًا لدوره في تعزيز العلاقات الاقتصادية بين إيطاليا وفلسطين.